# 鉤状突起 (肋骨)

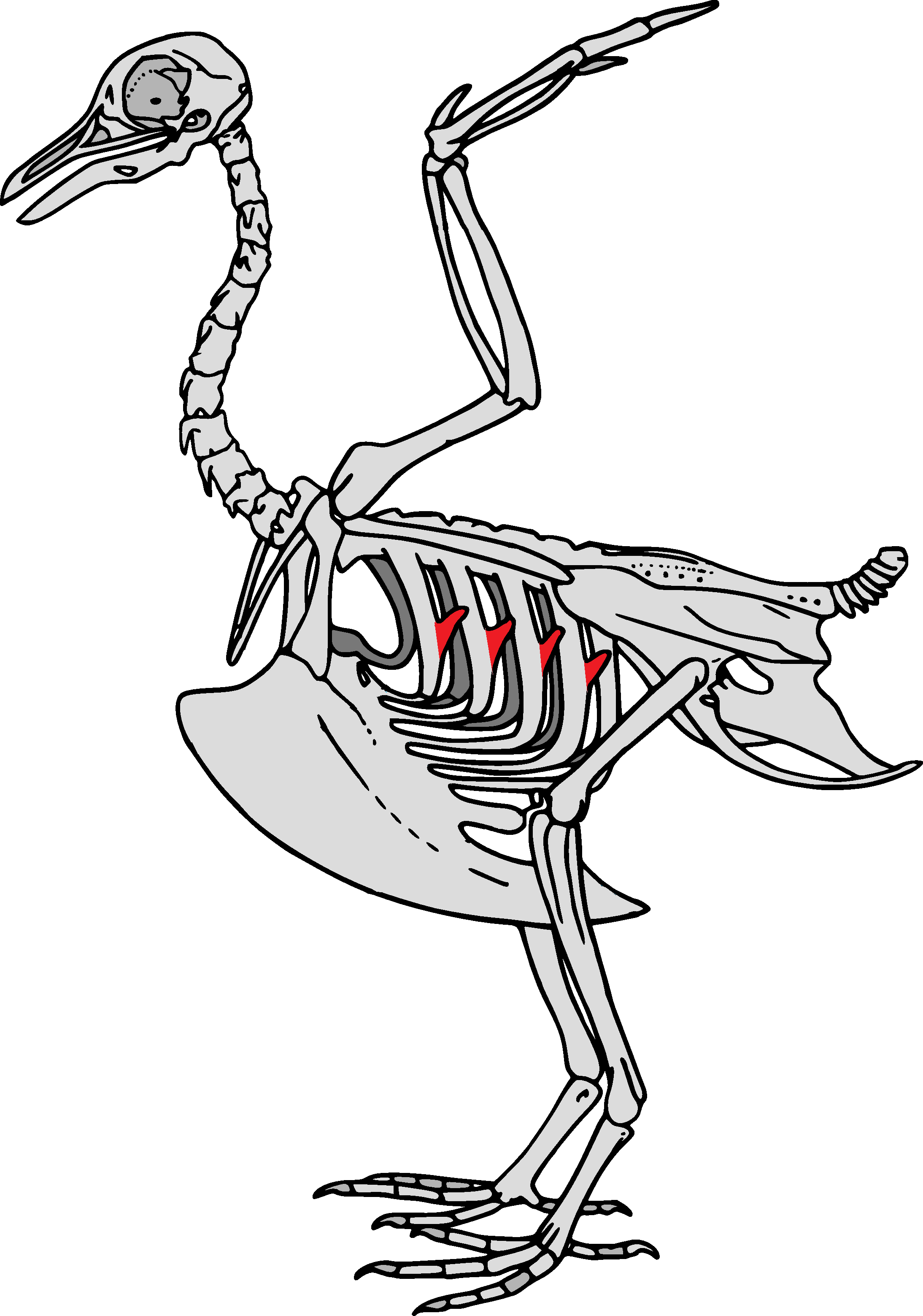
鳥の骨格。赤色が鉤状突起

鉤状突起（こうじょうとっき、Uncinate process）は、肋骨の後縁から尾側へ突出する骨の張り出しである。サケビドリ科を除く鳥類、爬虫類、初期の四肢動物であるイクチオステガで確認されている。特に潜水性の鳥類で発達しており、すぐ後位の肋骨外側面と接して体壁を引き締め、呼吸を容易にする役割を担っている。

## 機能
鉤状突起は肩甲骨周辺の筋肉に付着面を提供し、肋骨の横で胸郭を包んで強度の向上に寄与する。また、呼吸に関連する筋肉の効率化にも関与することが分かっている。連続する鉤状突起は接している肋骨の筋肉を作動させるレバーとして機能し、肋骨の動作を補佐し、呼吸能力を高めている。

## 多様性
突起は地上性の鳥類では短い一方、潜水性の鳥類では長く、一般的な飛翔性の鳥類では中間的である。サケビドリ科は鈎状突起を欠く点で特異的である。ヘスペロルニスやイクチオルニスなどの化石オルニスラエ類にも鉤状突起は確認されており、エナンティオルニス類でも報告されている。
現生の脊椎動物において骨質の鉤状突起は鳥類特有の形質であるが、ワニにも軟骨性の鉤状突起が存在する。また、ムカシトカゲや非鳥類型恐竜（カウディプテリクス、オヴィラプトル科、ドロマエオサウルス科）でも報告されている。コンフキウソルニスやロンギプテリクスなどでも知られている一方でアーケオプテリクスには存在しないように見えるが、Codd et al. (2007) はアーケオプテリクスの鉤状突起を報告している。